# Cabernet Pfeffer
De cabernet Pfeffer is een zeldzame blauwe druivensoort uit de Amerikaanse staat Californië, dat één synoniem heeft: Pfeffer Cabernet.

## Geschiedenis
Het ras is een kruising tussen de cabernet sauvignon uit Frankrijk en een onbekende soort, die rond 1880 werd ontwikkeld door William Pfeffer in de Santa Clara Valley in Californië. Vervolgens werd het vernietigd door de druifluisaanval in de jaren '90 van de 19e eeuw, waarbij bijna alle wijnstokken over de hele wereld werden aangetast. Pfeffer ontwikkelde daarna een beter ras, dat afkomstig was van een zaailing van de eerste en gebruikte daarbij een Amerikaanse stam, die resistent was tegen de druifluis. Zo ontstond eigenlijk een tweede cabernet Pfeffer, die dus een broertje was van de eerste. DNA-onderzoek in de toekomst zal moeten aantonen hoe de stamboom van deze variëteit er precies uitziet.

## Kenmerken
De wijn die wordt gemaakt is fris, met een lichte kleur en bezit een behoorlijke hoeveelheid tannine. Zelfs een pepertje ontbreekt niet in de afdronk. De meeste producenten gebruiken het in een blend en voor zover bekend is er slechts één wijnbouwer die deze druif als een cépage produceert. DeRose doet dit in San Benito County.

## Gebieden
De aanplant van dit ras is zo minimaal dat het niet eens genoemd wordt in de officiële statistieken en rapporten, alhoewel er meer dan 15 ton druiven werden geperst in 2010. Blijkbaar zijn de administratieve zaken in het nog jonge wijnland nog niet geheel op orde.